# Carol Emshwiller
Œuvres principales
- La Monture

Carol Emshwiller, née le 12 avril 1921 à Ann Arbor dans le Michigan et morte le 2 février 2019 à Durham en Caroline du Nord, est une romancière américaine de science-fiction. 

## Biographie
Carol Emshwiller est né à Ann Arbor dans le Michigan. Elle vit à New York la majeure partie de l'année et passe ses étés à Owens Valley en Californie et a utilisé ce cadre dans ses récits.
En 2005, elle a reçu le prix World Fantasy Award pour la réussite dans la vie. Sa nouvelle, Creature, a remporté le prix Nebula 2002 de la meilleure nouvelle et I Live With You a remporté le prix Nebula 2005 dans la même catégorie.
En 2009, elle a fait don de ses archives au département des livres rares et des collections spéciales de l'université du Nord de l'Illinois.
Elle est décédée le 2 février 2019 à Durham en Caroline du Nord où elle vivait avec sa fille Susan.

### Famille
Carol Emshwiller s'est mariée avec l'artiste américain Ed Emshwiller le 30 août 1949.

## Œuvres

### Romans
- Carmen Dog, 1988
- La Monture, Argyll, 2021 (The Mount, 2002), trad. Patrick Dechesne, 256 p.  (ISBN 978-2-492-40324-8)Réédition, J'ai lu, coll. « Science-fiction », 2023, 288 p. (ISBN 978-2-290-37564-8) - Prix Philip-K.-Dick 2003
- Mister Boots, 2005
- The Secret City, 2007

### Nouvelles
- Cri dans un cauchemar, Satellites / Éditions scientifiques et littéraires, 1960 (Nightmare Call, 1957)in volume Satellite no 27
- La Machine à chasser, Satellites / Éditions scientifiques et littéraires, 1959 (Hunting Machine, 1957)in volume Satellite no 16
- Rencontre, OPTA, 1958 (The Coming, 1957)in volume Fiction no 59
- Le Tueur et l'Oiseau, OPTA, 1962 (You'll Feel Better..., 1957)in volume Fiction no 102
- La Cité des robots, OPTA, 1959 (Baby, 1958)in volume Fiction no 64
- Une fourrure de miel, OPTA, 1962 (Pelt, 1958)in volume Fiction no 105
- Un jour à la plage, OPTA, 1959 (Day at the Beach, 1959)in volume Fiction no 72
- Atavisme, OPTA, 1963 (Adapted, 1961)in volume Fiction no 115
- Le Sexe et/ou M. Morrison, J'ai lu, 1975 (Sex and/or Mr Morrison, 1967)in volume Dangereuses Visions - tome 2
- Animal, Pocket, 1983 (Animal, 1968)in volume Le Livre d'or de la science-fiction : Orbit
- Le Vol 216, Le Livre de poche, 1984 (Woman Waiting, 1970)in volume Histoires de créatures
- Abominable, Casterman, 1983 (Abominable, 1980)in volume La Femme infinie
- La Bibliothèque des pierres, J'ai lu, 1990 (The Circular Library of Stone, 1987)in volume Univers 1990
- Le Projet, Les Moutons électriques, 2005 (The Project, 2001)in volume Fiction no 2
- Le Général, Gallimard, 2008 (The General, 2002)in volume McSweeney's Méga-anthologie d'histoires effroyables

## Prix littéraires
- Prix World Fantasy du meilleur recueil de nouvelles 1991 pour The Start of the End of it All and Other Stories
- Prix Nebula de la meilleure nouvelle courte 2002 pour Creature
- Prix Philip-K.-Dick 2003 pour La Monture
- Prix Nebula de la meilleure nouvelle courte 2005 pour I Live With You